# Y. A. Tittle
Yelberton Abraham „Y. A.“ Tittle (Spitzname: Y. A. T.) (* 24. Oktober 1926 in Marshall, Texas; † 8. Oktober 2017 in Atherton, Kalifornien) war ein US-amerikanischer American-Football-Spieler. Er spielte Quarterback für die Baltimore Colts in der AAFC, sowie für die San Francisco 49ers und die New York Giants in der National Football League (NFL).

## College
Tittle wuchs in Marshall auf und besuchte dort die High School, wo er als Quarterback eingesetzt wurde und aufgrund seiner Leistungen den Scouts der Collegemannschaften auffiel. Da sein Heimatort in der Nähe von Louisiana liegt, nahm er ein Stipendium an der Louisiana State University in Baton Rouge an, zumal ihm der Campus dieser Universität im Vergleich zur University of Texas at Austin wesentlich besser gefiel. Tittle, Spitzname: "Y. A. T." spielte von 1944 bis 1947 bei den LSU Tigers und hatte 1946 sein bestes Jahr, als er 9 von 10 Spielen gewinnen konnte. Bereits während des Studiums zeigte sich die ungewöhnliche Hartnäckigkeit und Zielstrebigkeit des eigentlich eher zurückhaltenden Tittle. Obwohl er nach einem harten Tackle nach einem missglückten Passversuch seine Schuhe und seine Gürtelschnalle verlor und seine Hosen bis zu den Knien herunterrutschten, rannte er 50 Yards bis vor die gegnerische Endzone. Das Spiel ging trotzdem verloren.

## Profizeit
Tittle wurde im NFL Draft 1948 von den Detroit Lions in der 1. Runde an 6. Stelle ausgewählt. Tittle nahm aber ein Angebot der Colts an und spielte in den nächsten beiden Jahren in der All-America Football Conference. Nach der Saison 1949 schlossen sich die Colts der NFL an, mussten aber nach der Saison 1950 aufgrund finanzieller Probleme ihren Spielbetrieb einstellen. Sämtliche Spieler wurden in die Draft geschickt. Tittle wurde daraufhin 1951 durch die 49ers an der dritten Stelle ausgewählt. Für die Mannschaft aus Kalifornien spielte er bis 1960. 1955 konnte er 17 Touchdowns erzielen – das war Ligabestleistung in diesem Jahr. Die 49ers konnten allerdings nie in ein NFL Championship Game einziehen. Nach zehn Jahren, wobei er in den ersten beiden Jahren lediglich Ersatzmann hinter Frankie Albert gewesen ist, wurde Tittle an die New York Giants abgegeben. Man hielt Tittle für zu alt und hatte in San Francisco ein paar Jahre zuvor einen Nachwuchsquarterback verpflichtet. Die Einschätzung der Teamleitung der 49ers sollte sich aber schnell als falsch erweisen. Tittle wurde vom Coach der Giants Allie Sherman 1961 gleich in das Spiel der Mannschaft aus New York City eingebunden und hatte dort seine besten Jahre. 1962 warf er 33 Touchdowns und 1963 36 Touchdowns, was jeweils Saisonbestleistung aller Quarterbacks bedeutete und ihn 1963 an die erste Stelle der ewigen Bestenliste brachte. Tittle war der erste Quarterback der Liga, der in zwei aufeinander folgenden Spielrunden jeweils mehr als 30 Touchdownpässe an den Mann bringen konnte. 1962 gelangen Tittle zudem sieben Touchdownpässe in einem Spiel – dies war absoluter NFL-Rekord.
Während Tittle weder mit den Colts, noch mit der Mannschaft aus San Francisco jemals ein Endspiel erreichen konnte, gelang ihm das 1961 bis 1963 dreimal hintereinander. Die NFL Championship Games wurden aber alle verloren. 1961 und 1962 gegen die Green Bay Packers unter Vince Lombardi mit Quarterback Bart Starr mit 37:0 und 16:7 und 1963 gegen die Chicago Bears mit Coach George Halas und Quarterback Billy Wade mit 14:10. Beschleunigt durch einen harten Tackle den Tittle in einem Spiel gegen die Pittsburgh Steelers einstecken musste, beendete er 1964 seine Laufbahn.
Tittle konnte nie eine Meisterschaft gewinnen. Er war 17 Jahre lang Profi und konnte insgesamt 242 Touchdowns in der Regular Season erzielen. 55,5 % seiner Pässe konnten für einen Raumgewinn von 33.070 Yards gefangen werden. Als Läufer konnte er zudem 33 Bälle in die Endzone tragen. In seinem letzten Jahr erzielte er ein Jahreseinkommen als Spieler von 75.000 US-Dollar.

## Ehrungen
Tittle wurde in den Jahren 1957, 1961, 1962 und 1963 zum NFL Most Valuable Player gewählt. Er spielte in sechs Pro Bowls, dem Abschlussspiel der besten Spieler einer Saison. Tittle wurde viermal zum All-Pro gewählt. Er ist Mitglied der Pro Football Hall of Fame, in der Texas Sports Hall of Fame, in der Bay Area Sports Hall of Fame, in der Louisiana Sports Hall of Fame und in der Louisiana State University Athletic Hall of Fame. Seine Rückennummer 14 wird durch die Giants nicht mehr vergeben, sie ehren ihn zudem auf dem New York Giants Ring of Honor. Die Stadt Baton Rouge benannte eine Straße nach ihm.

## Nach der Karriere
Tittle besaß ein Versicherungsbüro im Silicon Valley und war als erfolgreicher Geschäftsmann mehrfacher Millionär. Er fand auf dem Alta Mesa Memorial Park in Palo Alto seine letzte Ruhestätte.

## Quelle
- Jens Plassmann: NFL – American Football. Das Spiel, die Stars, die Stories (= Rororo 9445 rororo Sport). Rowohlt, Reinbek bei Hamburg 1995, ISBN 3-499-19445-7.

| Personendaten    | Personendaten                                            |
| ---------------- | -------------------------------------------------------- |
| NAME             | Tittle, Y. A.                                            |
| ALTERNATIVNAMEN  | Tittle, Yelberton Abraham (vollständiger Name); Y. A. T. |
| KURZBESCHREIBUNG | US-amerikanischer American-Football-Spieler              |
| GEBURTSDATUM     | 24. Oktober 1926                                         |
| GEBURTSORT       | Marshall, Texas, Vereinigte Staaten                      |
| STERBEDATUM      | 8. Oktober 2017                                          |
| STERBEORT        | Atherton, Kalifornien, Vereinigte Staaten                |